# Gastão IV de Béarn
Gastão IV (falecido em 1131) foi visconde de Béarn de 1090 a 1131. Ele foi chamado de le Croisé - o Cruzado - por causa de sua participação na Primeira Cruzada como parte do exército de Raimundo de Saint-Gilles.

## Biografia

### Início da vida e Primeira Cruzada
Gastão era filho de Cêntulo V de Béarn e Beatriz de Bigorre. Ele lutou na Reconquista na Espanha. Gastão sucedeu seu pai Cêntulo V de Béarn em 1090. Durante seu governo, as fronteiras de Béarn foram estabelecidas de forma mais definitiva; ele derrotou o visconde de Dax e assumiu o controle de Orthez, Pays de Mixe e Ostabaret em 1105 e ganhou Montaner através de seu casamento com Talesa. Embora tecnicamente um vassalo do Ducado da Aquitânia, governado na época por Guilherme IX, Gastão efetivamente fez de Béarn um território autônomo.
Gastão lutou na Reconquista no Alandalus e liderou um contingente de Béarnais na Primeira Cruzada, sob o comando de Raimundo IV de Toulouse, em 1096. Ele era um dos nobres menores, mas carregava seu próprio estandarte e comandava seus próprios homens.  No cerco de Antioquia de 1097-1098, ele liderou uma das divisões na batalha final contra o poderoso atabegue de Moçul, Querboga. Durante a luta pelo poder após a captura de Antioquia, Gastão abandonou Raimundo por Godofredo de Bulhão e marchou com ele para Jerusalém. Gastão e Tancredo foram enviados à frente do exército principal para ocupar Belém e, durante o cerco de Jerusalém de 1099, Gastão estava encarregado das máquinas de cerco de Godofredo. Em 15 de julho de 1099, Gastão estava entre os muitos cruzados que entraram na cidade.
A experiência de Gastão na Reconquista ensinou-lhe que os muçulmanos podiam viver sob o domínio cristão, como mudéjares. Ele preferiu a negociação e o diálogo ao massacre sem sentido, e ele e Tancredo tentaram proteger alguns dos muçulmanos de Jerusalém abrigando-os na Mesquita de Al-Aqsa. No entanto, eles logo foram mortos por outros cruzados, enfurecendo Gaston e Tancredo. Em agosto, Gastão liderou parte da linha central do exército cruzado na batalha de Ascalão de 1099. Após a vitória lá, Gastão voltou para casa com seus homens, assim como a maioria dos outros cruzados.[carece de fontes?]

### Retorno e vida posterior
Gastão era um homem piedoso e, ao retornar a Béarn, supervisionou a construção de muitas igrejas destinadas a abrigar peregrinos na rota para Santiago de Compostela. Ele também doou propriedades para a abadia de St. Foy para estabelecer novos edifícios em Morlàas e fez uma doação para a Abadia de Cluny. Ele também entrou em conflito com algumas igrejas, no entanto; ele defendeu com sucesso suas reivindicações aos territórios da abadia de São Vicente de Lucq e do mosteiro de São Mont.
Gastão participou junto com o companheiro cruzado Cêntulo II de Bigorre no cerco de Saragoça por Afonso I de Aragão em 1118. Ele foi então designado senhorio daquela cidade pelo rei e foi morto em batalha perto de Valência em 1130 contra o governador almorávida da cidade.
Gastão foi sucedido por seu filho Cêntulo VI com Talèse atuando como regente. Talèse queria unir Béarn e Aragão. Os dois eram, na época, aproximadamente iguais em poder e influência, mas Aragão, em vez disso, uniu-se à Catalunha e Béarn começou a declinar. Os descendentes de Gastão, Gastão VI e Gastão VII, participaram da Cruzada Albigense e da Sétima Cruzada, respectivamente.

## Casamento e descendência
Gastão casou-se com Talesa filha de Sancho Ramírez, conde de Ribagorça e senhor de Aibar e Javierrelatre, meio-irmão ilegítimo do rei Sancho Ramírez e filho de Ramiro I de Aragão. Eles tinham:
- Cêntulo VI[1]
- Guiscardo, casou-se com o visconde Pierre de Gabarret[1]